# Chiềng Ơn
Chiềng Ơn là một xã thuộc huyện Quỳnh Nhai, tỉnh Sơn La, Việt Nam .
Xã Chiềng Ơn có diện tích 107,82 km², dân số năm 1999 là 2323 người, mật độ dân số đạt 22 người/km².